# Ghulajzan
Ghulajzan albo Ghalizan (arab.: غليزان, fr. Relizane) – miasto w Algierii, stolica Prowincji Ghulajzan, 117 600 mieszkańców (2007).